# Église de la Dormition-de-la-Mère-de-Dieu de Crepaja
Pour les articles homonymes, voir Église de la Dormition et Église de l'Assomption.
L'église de la Dormition-de-la-Mère-de-Dieu de Crepaja (en serbe cyrillique : Црква Успења Богородице у Црепаји ; en serbe latin : Crkva Uspenja Bogorodice u Crepaji) est une église orthodoxe serbe située à Crepaja, dans la province autonome de Voïvodine, dans la municipalité de Kovačica et dans le district du Banat méridional en Serbie. Elle est inscrite sur la liste des monuments culturels de grande importance de la république de Serbie (identifiant no SK 1461).

## Présentation
L'église, dédiée à la Dormition, a été construite en 1822, à l'emplacement d'une ancienne église en bois remontant à 1776. Elle est typique des édifices construits dans le Banat au XIXe siècle : elle a été inspirée par la cathédrale de l'Ascension de Timișoara et s'apparente aux églises des villages voisins de Sakule, Samoš et Tomaševac.
L'iconostase a été réalisée par Franz Zimmann de Bela Crkva. La plupart des peintures sont dues à Jovan Popović, notamment celles de l'iconostase, du trône de la Mère de Dieu et du trône de l'archiprêtre ; elles ont été réalisées en 1858–1859. Après l'installation de la nouvelle iconostase, l'ancienne iconostase provenant de l'église de 1776 a été vendue à l'église orthodoxe roumaine du Saint-Esprit d'Ečka ; elle est aujourd'hui inscrite sur la liste des monuments culturels de grande importance de la république de Serbie (identifiant no SK 1103),.

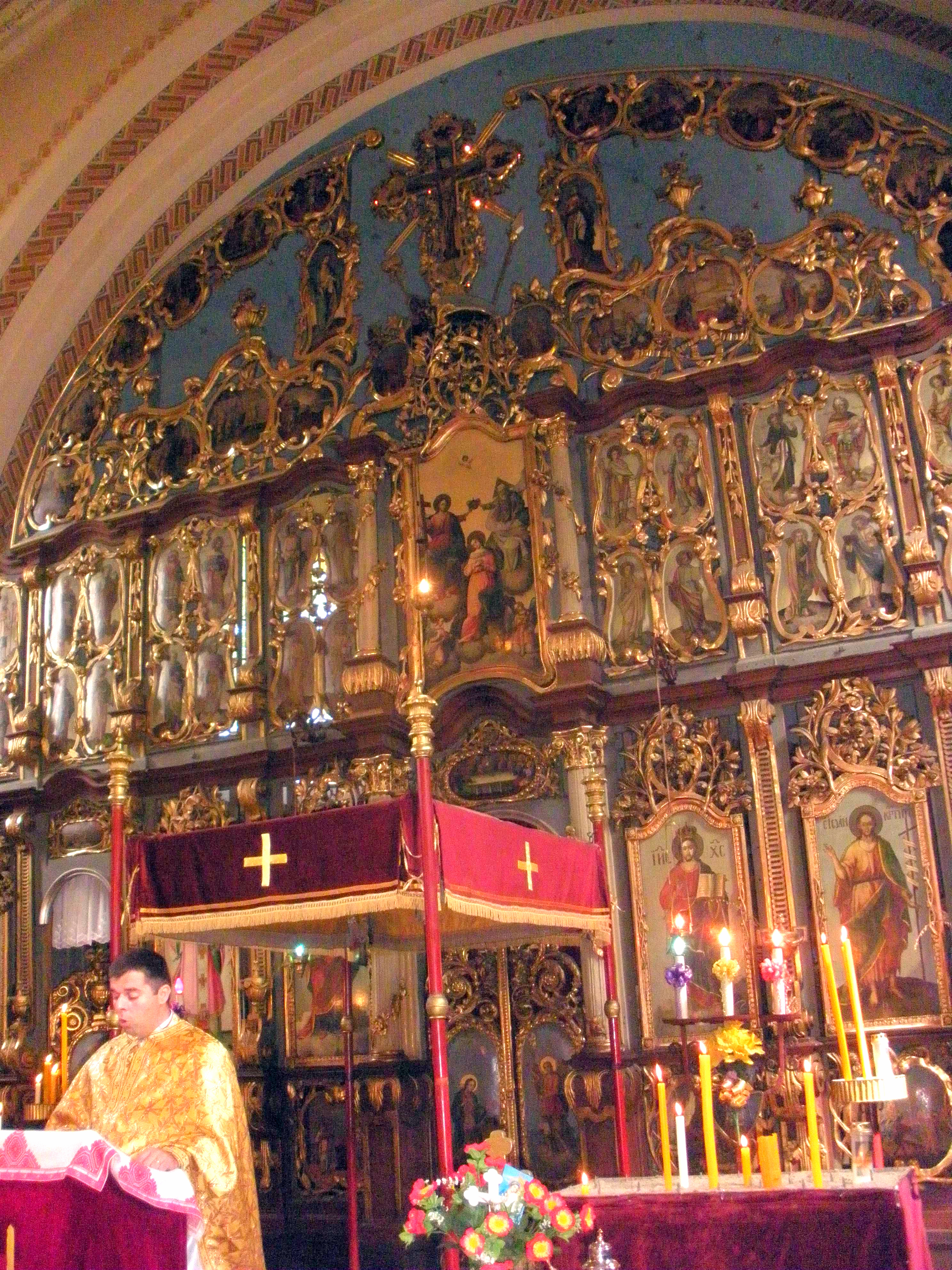
L'ancienne iconostase de l'église de Crepaja, aujourd'hui à Ečka

L'église abrite une icône de la Mère de Dieu qui remonte à la seconde moitié du XVIIIe siècle, ainsi d'un Couronnement de la Mère-de-Dieu et des représentations des fêtes religieuses, toutes peintes à l'huile sur bois. D'autres ont été réalisées au XIXe siècle selon la technique de l'huile sur métal, dont deux ont été peintes par Arsenije Petrović en 1841.